# Zhengbang Technology
Jiangxi Zhengbang Technology Company Limited («Цзянси Чжэнбан Тэкнолоджи Компани») — китайская сельскохозяйственная и пищевая корпорация, крупный поставщик живых свиней и охлаждённой свинины, а также производитель комбикормов и кормовых добавок для свиней, птицы и рыбы, ветеринарных препаратов и пестицидов (в том числе гербициды, фунгициды, инсектициды и фитогормоны). Основана в 1996 году, штаб-квартира расположена в Наньчане (Цзянси).

## Деятельность
По итогам 2021 года основные продажи Zhengbang Technology пришлись на свиноводство (60,7 %), комбикорма (34,6 %), сырьё для производства кормов (2,1 %), пищевые продукты (2 %) и ветеринарные препараты (0,4 %). Все продажи компании пришлись на внутренний рынок Китая.

## Акционеры
Крупнейшими акционерами компании являются Линь Иньсунь (34,9 %), Лю Даоцзюнь (1,75 %), Yinhua Fund Management (1,62 %) и Sichuan Haizi Investment & Management (1,23 %).  